# 仁愛醫院站
24°08′38″N 120°40′41″E / 24.14389°N 120.67806°E

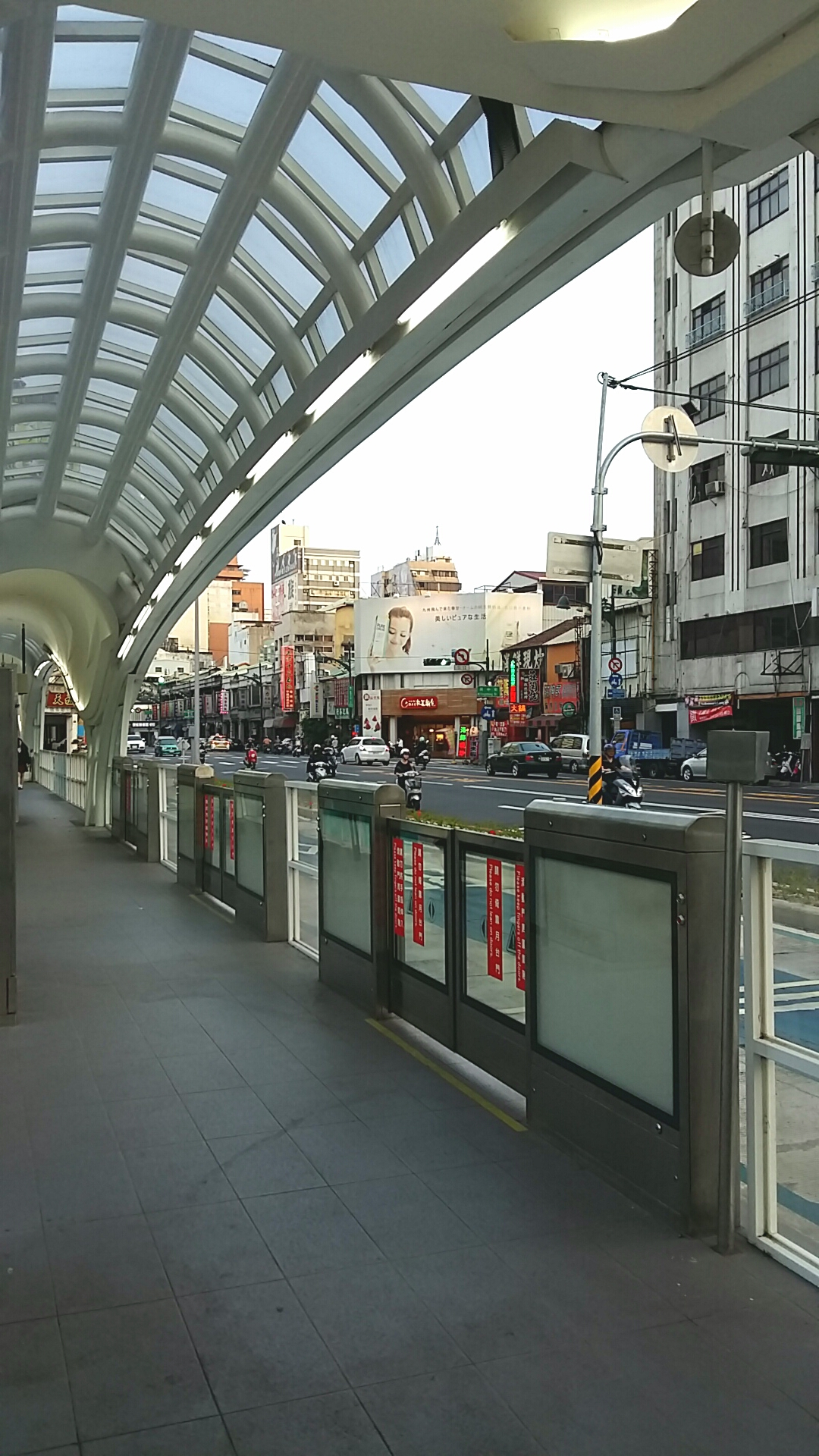
月台門關閉之安全狀態

仁愛醫院站是位於臺灣臺中市中區的臺灣大道幹線公車站。2014年9月30日啟用時，為台中BRT藍線車站，2015年7月8日轉型為臺灣大道幹線公車站。本站僅停靠西行（往靜宜大學）車輛。

## 車站歷史
- 2014年9月30日：仁愛醫院站啟用。
- 2014年11月：更名為第二市場/仁愛醫院站[2]。
- 2015年7月8日：臺中市快捷巴士系統廢除改為臺灣大道幹線公車站後，再次更名回仁愛醫院站，有臺中市公車300路、301路、302路、303路、304路、305路、306路、307路、308路停靠本站。[3]
- 2017年7月7日：增停309路公車。[4] [5]

## 車站概要
車站位於臺灣大道一段與大誠街、柳川東路、興中街口交界地面。車站為一座地面車站，採西行單邊設站，設置2個出口，僅在停車靠站處設置專用車道。

## 車站結構

### 車站樓層
| 地面 | 側式月台     | 側式月台                         |
| 地面 | 公車專用車道 | ← 駛往靜宜大學站方向（往茄苳腳） |
| 地面 | 慢車道       | 臺灣大道一段                     |
| 地面 | 快車道       | 臺灣大道一段                     |
| 地面 | 快車道       | 臺灣大道一段                     |
| 地面 | 慢車道       | 臺灣大道一段                     |

### 車站出口
本站為西行單向設站，共2處出口。1號出口位於車站西端，2號出口位於車站東端。
- 西行站（往靜宜大學）出口設置位置
  - 1號出口：柳川東路三段/大誠街
  - 2號出口：興中街

## 車站週邊
- 1號出口：
  - 仁愛醫院台中院區
  - I Bike仁愛醫院站
  - 柳川河岸徒步景觀區
  - 中華路夜市
- 2號出口：
  - 臺中市中區區公所、臺中市立圖書館中區分館
  - 台中第二市場
  - 臺中市中區光復國民小學
  - 衛生福利部臺中醫院
  - 臺中市政府交通局
  - 國立臺中科技大學民生校區
  - 臺中捷運藍線第二市場站(規劃中)

## 公車轉乘資訊
- 1號出口
  - 仁愛醫院（臺灣大道）：48、326
  - 臺灣大道中華路口：30、40、45、45延、48、101、107、326
- 2號出口
  - 仁愛醫院（臺灣大道）：48、326
  - 第二市場（臺灣大道）：5、6、9、14、14副、14延、15、30、40、45、45延、48、70、82、101、107、108、132、201、326、901、901副
  - 中區公所（興中街）：8、14、14副、14延、15、132
- 以上路線僅48路與326路為雙邊設站，其餘路線均為往朝馬方向單邊設站

## 腳註
1. ↑  仁愛醫院站明啟用 BRT藍線全線通車 （页面存档备份，存于），中國時報，2014年09月29日
2. ↑  .   [2014-11-26]. （原始内容存档于2014-04-12）.
3. ↑  公共運輸處於6月18日公佈優化公車專用道9條公車路線圖 （页面存档备份，存于），臺中市交通局公共運輸處，2015-06-22
4. ↑  .   [2017-07-09]. （原始内容存档于2017-07-07）.
5. ↑  .   [2017-07-09]. （原始内容存档于2017-07-20）.
6. ↑  . 中廣新聞網. 2014-08-16  [2014-09-01]. （原始内容存档于2014-10-06） （中文（臺灣））.